# Terebella pappus
Terebella pappus är en ringmaskart som beskrevs av Anne D. Hutchings och Murray 1984. Terebella pappus ingår i släktet Terebella och familjen Terebellidae. Inga underarter finns listade i Catalogue of Life.